# Eduardo Castelló
Eduardo Castelló Vilanova (Vall de Uxó, 4 de marzo de 1940-31 de octubre de 2020) fue un ciclista español, profesional entre 1965 y 1973 cuyos mayores éxitos profesionales los obtuvo con su victoria de etapa en la Vuelta a España de 1968 y el Campeonato de España en ruta de 1971. Falleció el 31 de octubre de 2020 a los 80 años tras una larga enfermedad.

## Palmarés
1967
- Subida a Arrate

1968
- 1 etapa en la Vuelta a España
- Vuelta a los Valles Mineros
- GP Muñecas de Famosa

1971
- Campeón de España en Ruta
- Vuelta a Asturias

1972
- Subcampeón de España de Montaña